# Гептапразеодимтриникель
Гептапразеодимтриникель — бинарное неорганическое соединение, интерметаллид
празеодима и никеля
с формулой Ni3Pr7,
кристаллы.

## Получение
- Сплавление стехиометрических количеств чистых веществ:

{\displaystyle {\mathsf {7Pr+3Ni\ {\xrightarrow {535^{o}C}}\ Ni_{3}Pr_{7}}}}

## Физические свойства
Гептапразеодимтриникель образует кристаллы
гексагональной сингонии,
пространственная группа P 63mc,
параметры ячейки a = 0,9904 нм, c = 0,6322 нм, Z = 2,
структура типа гептаторийтрижелеза Fe3Th7
.
Соединение конгруэнтно плавится при температуре 535°C (566°C).